# Gina María Ruiz
Gina María Ruiz (12 de febrero de 1982) es una deportista dominicana que compitió en taekwondo. Ganó una medalla de oro en los Juegos Panamericanos de 2003, y una medalla de oro en el Campeonato Panamericano de Taekwondo de 2004.

## Palmarés internacional
| Juegos Panamericanos    | Juegos Panamericanos            | Juegos Panamericanos | Juegos Panamericanos |
| Año                     | Lugar                           | Medalla              | Categoría            |
| ----------------------- | ------------------------------- | -------------------- | -------------------- |
| 2003                    | Santo Domingo (Rep. Dominicana) | Medalla de oro       | +67 kg               |
| Campeonato Panamericano |                                 |                      |                      |
| Año                     | Lugar                           | Medalla              | Categoría            |
| 2004                    | Santo Domingo (Rep. Dominicana) | Medalla de oro       | +72 kg               |